# Società Sportiva Murata
La Società Sportiva Murata, meglio noto come Murata, è una società calcistica sammarinese con sede nella città di San Marino. Nel corso della propria storia ha vinto per tre volte il Campionato Dilettanti e per tre volte la Coppa Titano.

## Storia
Il Murata nasce nel 1966 come squadra dell'omonima curazia (Murata) della Città di San Marino. In origine i colori sociali sono giallo e blu, sostituiti in seguito dalle maglie bianconere.
Conclude il primo campionato al nono posto con 16 punti, mentre il primo successo è la vittoria della Coppa Titano nel 1997 contro la Virtus.

### 2005-2006: vittoria in campionato
Il 2006 è stato il miglior anno finora nella storia della Società Sportiva Murata. La squadra ha vinto il girone B del campionato di calcio sammarinese per poi trionfare anche nei play-off. Nella finale contro la Pennarossa Alex Gasperoni ha siglato il gol decisivo raccogliendo un assist di Massimo Agostini.
In quest'anno la squadra ha vinto anche il suo primo Trofeo Federale.

### 2006-2007: partecipazione alla Coppa UEFA
Nella stagione 2006-2007 il Murata ha perciò potuto prendere parte per la prima volta alla Coppa UEFA. I campioni sammarinesi hanno affrontato l'APOEL, compagine di Cipro, contro la quale hanno perso 3-1 in trasferta e 4-0 in casa, in una partita disputata allo Stadio Olimpico di Serravalle.
Nel 2007 la squadra riesce a bissare il successo dell'anno precedente classificandosi terza nel girone B e qualificandosi per i play-off, vincendo la finale 4-0 contro il Tre Fiori.
Al Murata riesce anche l'impresa di conquistare la sua seconda Coppa Titano sconfiggendo 2-1 il Libertas.

### 2007 e 2008: partecipazioni alla Champions League
Nell'estate 2007 per la prima volta una squadra sammarinese gioca i preliminari di Champions League: il Murata affronta il Tampere Utd, campione di Finlandia in carica, e proprio in vista di questo impegno il club conclude un importante acquisto, tesserando il difensore brasiliano Aldair. Nel primo incontro, svoltosi a San Marino il 17 luglio 2007, il Murata viene sconfitto dal Tampere per 2-1, mentre al ritorno in trasferta finlandese, giocato il 25 luglio 2007, il Murata perde 2-0.
Al termine della stagione il Murata si laurea nuovamente campione di San Marino, conquistando il diritto di partecipare nuovamente al primo turno preliminare della UEFA Champions League 2008-2009, che nel luglio 2008 lo vede opposto ai forti svedesi dell'IFK Göteborg per il quale espressero la volontà di ottenere l'apporto sul campo di Christian Protti, cugino di Igor Protti, così come avevano fatto l'anno precedente con l'ex romanista Aldair. La partita d'andata, giocatasi a San Marino, si è conclusa per 5-0 per gli svedesi. Il ritorno ha visto i sammarinesi contenere la sconfitta, limitando il punteggio sul 4-0.

## Organico
- Gianluigi Pasquali (–2008)
- Massimo Agostini (2008–10)
- Alberto Manca (2010–11)
- Ivo Crescentini (2012–13)
- Fabio Baschetti (2013–14)
- Paolo Tarini (2014–15)
- Matteo Cecchetti (2015–16)
- Fabrizio Constantini (2016–17)
- Loris Martinini (2017)
- Gori Massimo (2017–19)
- Achille Fabbri (2019–22)
- Roberto Sarti (2022–22)
- Giuseppe Angelini (2023–24)
- Sergio Grassi (2024–)

### Rosa
| N. |                       | Ruolo | Calciatore        |
| -- | --------------------- | ----- | ----------------- |
| 1  | San Marino (bandiera) | P     | Elia Benedettini  |
| 2  | Brasile (bandiera)    | D     | Guilherme Santos  |
| 4  | Brasile (bandiera)    | D     | Mayann Peters     |
| 5  | San Marino (bandiera) | D     | Fabio Vitaioli    |
| 6  | Brasile (bandiera)    | D     | Matheus Cunha     |
| 7  | Albania (bandiera)    | D     | Xhulio Gega       |
| 8  | Italia (bandiera)     | C     | Matteo Gaiani     |
| 9  | Brasile (bandiera)    | A     | Henrique Giaretta |
| 10 | Italia (bandiera)     | A     | Raul Ura          |
| 11 | Albania (bandiera)    | C     | Samel Gjorretaj   |
| 16 | Brasile (bandiera)    | A     | Matheus Santana   |
| 18 | Brasile (bandiera)    | C     | João Felipe       |

| N. |                       | Ruolo | Calciatore         |
| -- | --------------------- | ----- | ------------------ |
| 19 | San Marino (bandiera) | C     | Alex Toccaceli     |
| 20 | Brasile (bandiera)    | C     | Daniel Cicarelli   |
| 21 | Brasile (bandiera)    | C     | Luigi Petillo      |
| 22 | Italia (bandiera)     | D     | Cristian Grieco    |
| 23 | San Marino (bandiera) | P     | Achille Terenzi    |
| 24 | Italia (bandiera)     | A     | Giacomo Cecconi    |
| 26 | Brasile (bandiera)    | D     | Rafael Brescianini |
| 30 | Senegal (bandiera)    | P     | Moussa Gueye       |
| 35 | San Marino (bandiera) | C     | Thomas Rastelli    |
| 37 | Brasile (bandiera)    | A     | João Echel         |
| 68 | Brasile (bandiera)    | D     | Mário Vasconcellos |

## Palmarès

### Competizioni nazionali
- Campionato sammarinese: 3

2005-2006, 2006-2007, 2007-2008
- Coppa Titano: 3

1997, 2006-2007, 2007-2008
- Trofeo Federale: 3

2006, 2008, 2009

### Altri piazzamenti
- Campionato Sammarinese

Secondo posto: 2004-2005
- Coppa Titano

Finalista: 2014-2015
Semifinalista: 2009-2010, 2010-2011, 2011-2012
- Supercoppa Sammarinese/Trofeo Federale

Finalista: 2015
Semifinalista: 1997, 2005, 2007

## Statistiche e record

### Partecipazioni ai tornei internazionali
| Categoria             | Partecipazioni | Debutto   | Ultima stagione |
| --------------------- | -------------- | --------- | --------------- |
| Coppa UEFA            | 1              | 2006-2007 | 2006-2007       |
| UEFA Champions League | 2              | 2007-2008 | 2008-2009       |

#### Risultati nei tornei internazionali
| Stagione | Torneo                | Turno                | Club           | Andata | Ritorno | Totale |
| -------- | --------------------- | -------------------- | -------------- | ------ | ------- | ------ |
| 2006-07  | Coppa UEFA            | 1º turno preliminare | APOEL Nicosia  | 1-3    | 0-4     | 1-7    |
| 2007-08  | UEFA Champions League | 1º turno preliminare | Tampere United | 1-2    | 0-2     | 1-4    |
| 2008-09  | UEFA Champions League | 1º turno preliminare | IFK Göteborg   | 0-5    | 0-4     | 0-9    |

### Statistiche nelle competizioni UEFA
Tabella aggiornata alla fine della stagione 2019-2020.
| Competizione          | Partecipazioni | G | V | N | P | RF | RS |
| --------------------- | -------------- | - | - | - | - | -- | -- |
| UEFA Champions League | 2              | 4 | 0 | 0 | 4 | 1  | 13 |
| Coppa UEFA            | 1              | 2 | 0 | 0 | 2 | 1  | 7  |